# اونور کاپین
اونور کاپین (انگلیسی: Onur Capin؛ زادهٔ ۱۰ ژوئیهٔ ۱۹۹۶) بازیکن فوتبال اهل ترکیه است.
از باشگاه‌هایی که در آن بازی کرده‌است می‌توان به باشگاه فوتبال هانوفر ۹۶ اشاره کرد.
وی همچنین در تیم ملی فوتبال جوانان آلمان بازی کرده‌است.